# Richia proclivis
Richia proclivis är en fjärilsart som beskrevs av Smith 1887. Richia proclivis ingår i släktet Richia och familjen nattflyn. Inga underarter finns listade.